# بابلیون ای.دی
بابلیون ای.دی (به انگلیسی: Babylon A.D.) یا بابل پس از میلاد فیلمی است محصول سال ۲۰۰۸ و به کارگردانی متیو کاسوویتس است. در این فیلم بازیگرانی همچون وین دیزل، میلانی تیری، میشل یئو، مارک استرانگ، شارلوت رمپلینگ، ژرار دوپاردیو، لمبرت ویلسون و دیوید بل ایفای نقش کرده‌اند.
داستان فیلم درباره مردی است که مامور شده زن جوانی را از روسیه به کانادا ببرد اما در میانه راه متوجه می‌شود این زن دستکاری ژنتیکی شده و حاوی ویروسی است که می‌تواند نسل بشر را نابود سازد…